# Bårrejaure
Bårrejaure är en sjö i Sorsele kommun i Lappland och ingår i Umeälvens huvudavrinningsområde. Sjön har en area på 0,273 kvadratkilometer och ligger 549 meter över havet. Bårrejaure ligger i Södra Nalovardo Natura 2000-område. Sjön avvattnas av vattendraget Kvarnbäcken.

## Delavrinningsområde
Bårrejaure ingår i det delavrinningsområde (728745-157655) som SMHI kallar för Mynnar i Storvindeln. Medelhöjden är 550 meter över havet och ytan är 15,74 kvadratkilometer. Det finns inga avrinningsområden uppströms utan avrinningsområdet är högsta punkten. Kvarnbäcken som avvattnar avrinningsområdet har biflödesordning 3, vilket innebär att vattnet flödar genom totalt 3 vattendrag innan det når havet efter 333 kilometer. Avrinningsområdet består mestadels av skog (80 procent) och sankmarker (11 procent). Avrinningsområdet har 0,27 kvadratkilometer vattenytor vilket ger det en sjöprocent på 1,7 procent.